# بومس
بومس (به آلمانی: Boms) یک شهر در آلمان است که در رافنسبورگ واقع شده‌است. بومس ۵۹۹ نفر جمعیت دارد.